# ماريزا
ماريسا دوس ريس نونيس كوميه (ولدت في 16 ديسمبر 1973)، والمعروفة باسم ماريزا (النطق البرتغالي: [mɐˈɾizɐ])، هي مغنية فادو برتغالية. 

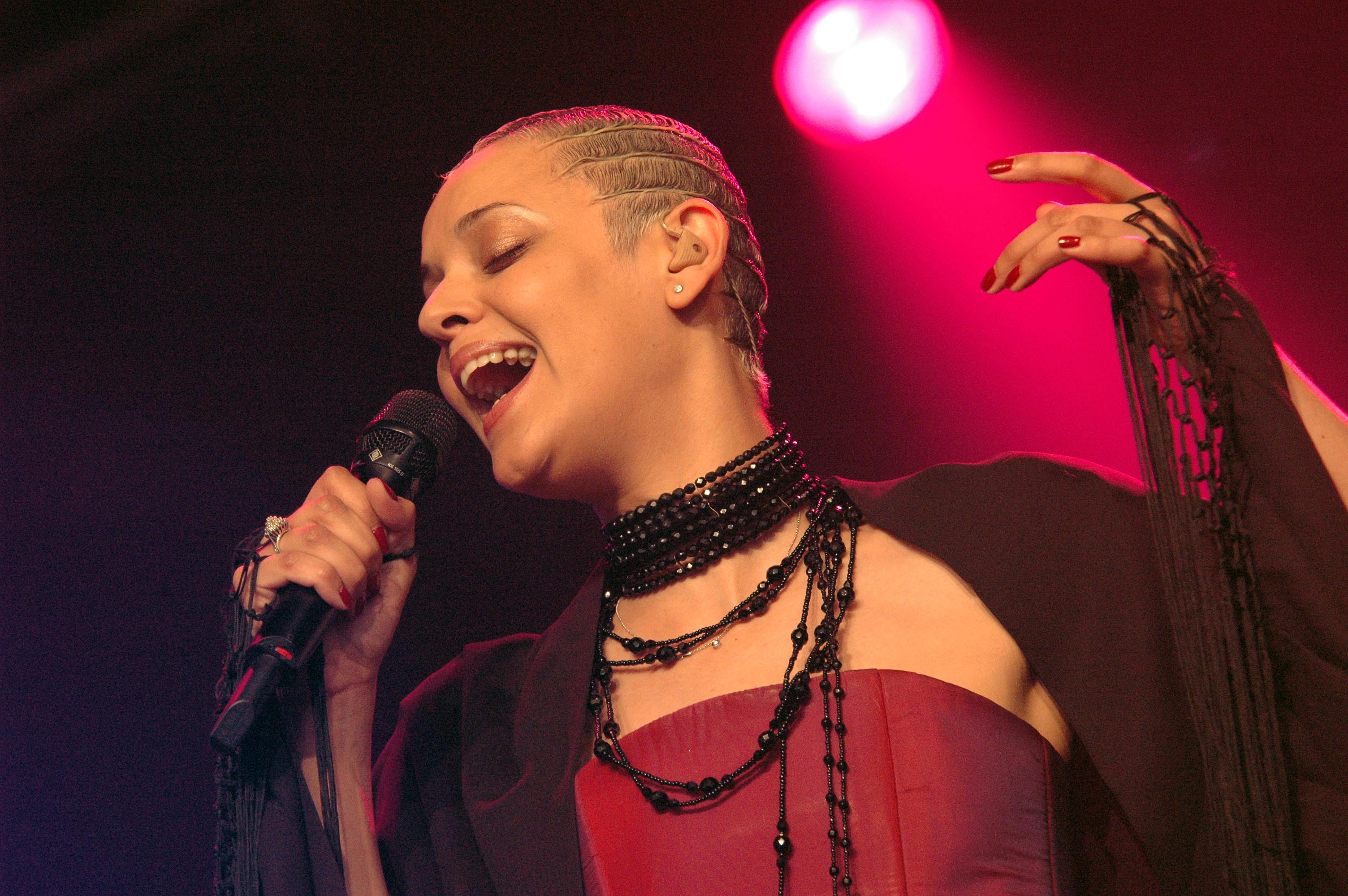
ماريزا تقدم عرضها في كامبريدج، إنجلترا عام 2004

ولدت ماريزا في «لورنسو ماركيز»، وهي التسمية القديمة لمابوتو، عاصمة موزمبيق الحالية، لأب برتغالي، خوسيه برانداو نونيس، وأم موزمبيقية، إيزابيل نونيس. عندما كانت في الثالثة من عمرها، انتقلت عائلتها إلى حاضرة البرتغال، ونشأت في أحياء لشبونة التاريخية في موراريا وحي الفاما. عندما كانت صغيرة جدًا بدأت الغناء بمجموعة متنوعة من الأساليب الموسيقية، بما في ذلك موسيقى الغوسبل، السول، والجاز. شجعها والدها بشدة على تبني موسيقى فادو هو شكل موسيقي يرجع ظهوره لأوائل القرن التاسع عشر في البرتغال. تتميز موسيقى فادو بالألحان والكلمات الحزينة، وهي غالبا ما تتحدث عن البحر والفقر.حيث شعر أبيها أن المشاركة في الموسيقى التقليدية ستمنحها قبولًا أكبر في المجتمع البرتغالي. باعت ماريزا أكثر من مليون أغنية مسجلة في جميع أنحاء العالم.

## المسار المهني الموسيقي
في عام 1999، توفيت أماليا رودريغز، المترجمة الأكثر شهرة ومحبوبة لدى فادو. في الذكرى العامة والحداد التي أعقبت ذلك، استعادت فادو الكثير من شعبيتها السابقة، وطُلب من ماريزا أن تقوم بتكريم إذاعي لذكرى رودريغيز، مما دفع أصدقائها إلى حثها على تسجيل ألبوم من موسيقى الفادو. لقد فعلت ذلك، وفي عام 2001 حيث تم إطلاق سراح فادو أم ميم وهو أول ألبوم استوديو. تم بيع 100000 نسخة مذهلة (اعتبرت 4000 نسخة من قرص فادو ناجحة). بعد ذلك، أتاحت شركة التسجيلات القرص في جميع أنحاء العالم، وتجاوزت المبيعات في النهاية 140.000 نسخة.
واحدة من الأغاني الناجحة لماريزا، ترانسبارنتي هي تكريم لجدتها الأفريقية.
غنت ماريزا النشيد الوطني البرتغالي في كأس العالم لكرة القدم فيفا 2002، في المباراة التي جمعت الفريق المضيف (كوريا الجنوبية) ضد البرتغال.
بحلول الوقت الذي تم فيه إصدار ألبوم ماريزا الثاني، فادو كورفو، في عام 2003، كانت تعتبر عضوًا في حركة فادو الجديدة، بصوت يذكرنا بالمغنيات التقليدية للشكل الموسيقي مثل رودريغز. جلبت تفسيراتها لمعايير فادو اعترافًا دوليًا سريعًا، مما أدى إلى حصولها، في مارس 2003، على جائزة راديو بي بي سي 3 لأفضل فنان أوروبي في الموسيقى العالمية. كان ظهورها التلفزيوني البريطاني لأول مرة في لاحقًا... مع جولز هولاند. في دورة الألعاب الأولمبية في أثينا 2004 غنت «ألف عام» كثنائي مع ستينغ. تم إصداره في ألبوم البوب الرسمي لألعاب أثينا الأولمبية، الوحدة، والذي غنت فيه فادو باللغتين الإنجليزية والبرتغالية.